# ふるさと山梨を考える会
ふるさと山梨を考える会（ふるさとやまなしをかんがえるかい）は、2003年の山梨県知事選挙で落選した元警視総監・井上幸彦の支持者らによって結成された山梨県政を検証する組織（勝手連）である。

## 概要
2006年4月に発足。当時山梨県知事だった山本栄彦の政策を検証し、数回の勉強会をおこなったうえで山本知事に提言を行なっている。これに対し山本知事側から明確な返事が得られなかったため、考える会は2007年県知事選挙において山本知事の対立候補を立てることを決め、当初は井上幸彦に出馬を要請した。
これに対し井上は考える会に感謝の意をこめたものの高齢を理由に出馬を断念したため、前回の県知事選挙で戦った対立候補である横内正明元衆議院議員に対し県知事選挙出馬を要請した。横内は2004年参議院選挙出馬の際に県知事選挙出馬をしないことを公言していたため当初は難色を示したものの考える会の説得に折れ、選挙戦3ヶ月前の10月に立候補を表明。そして選挙戦の結果、横内は山本を破り山梨県知事に就任した。
その後、考える会は身延町の最終処分場問題を扱っているが、2009年以降ホームページは更新されておらず、活動については不明である。

## 沿革
- 2006年4月30日‐結成。
- 2006年6月11日‐第一回勉強会を開催。
- 2006年7月9日‐第二回勉強会を開催。
- 2006年7月31日‐山本知事に提言骨子を提示。
- 2006年8月5日‐提言骨子に対しての山本知事からの返答。
- 2006年8月10日‐返答をもとに第三回勉強会を開催。
- 2006年8月22日‐出馬を要請していた井上元総監から県知事選挙出馬断念の回答。
- 2006年9月12日‐横内元衆議院議員に対し出馬要請。
- 2006年10月13日‐横内元衆議院議員が2007年山梨県知事選挙への出馬を表明。
- 2007年1月21日‐2007年山梨県知事選挙投票日。即日開票の結果横内元衆議院議員が山本知事を破り初当選。
- 2007年2月17日‐横内知事就任。

## 検証内容
- 中部横断自動車道の新直轄方式による問題点
- 甲府駅北口の新たな学習拠点に関する問題点
- 山梨県立博物館の運営・維持に関する問題点
- 山梨県の財政における問題点

※詳細は外部リンクを参照のこと。